# New Lanark School

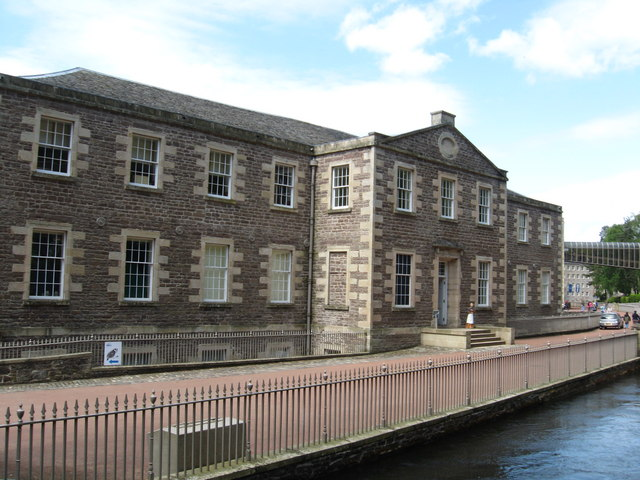
New Lanark School

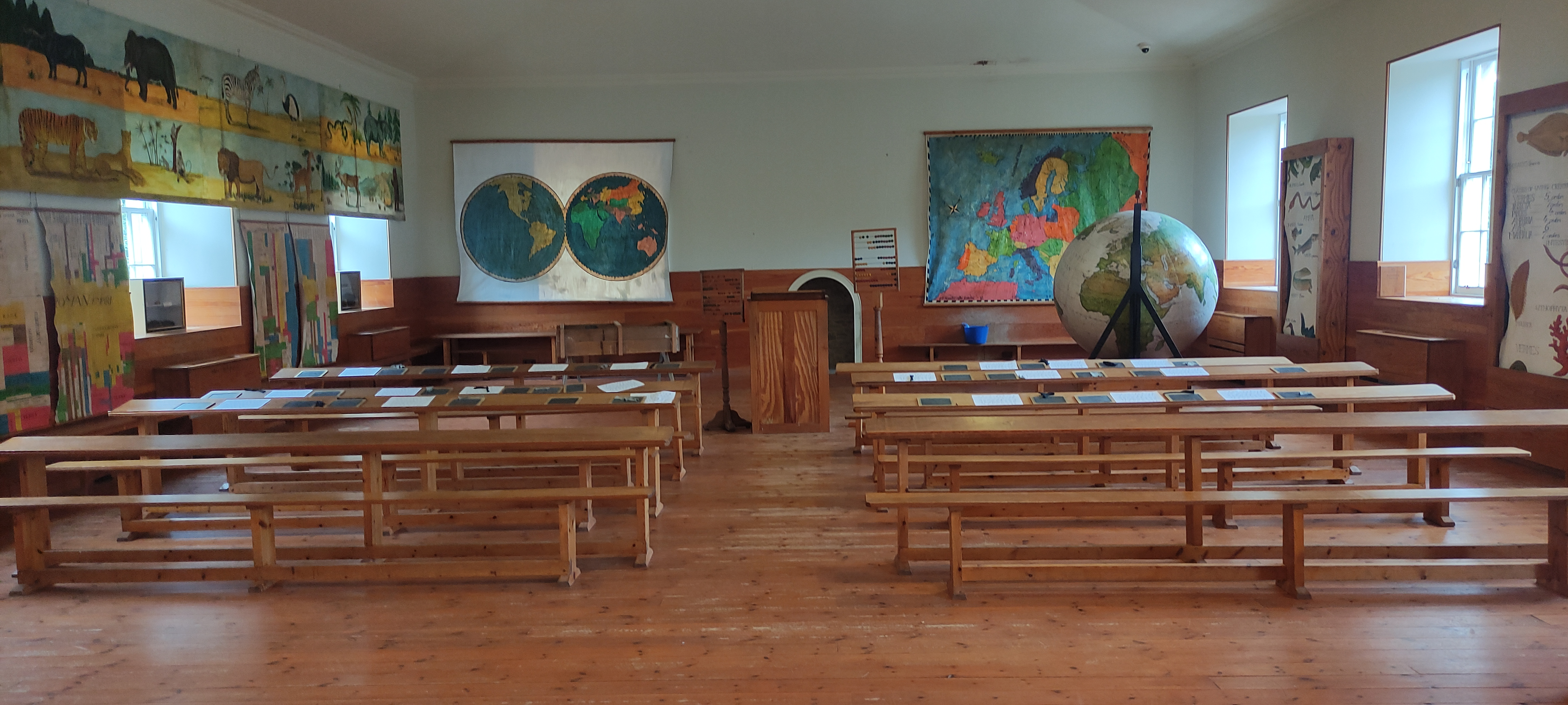
Klassenzimmer

Die New Lanark School ist eine ehemalige Schule in der schottischen Industriesiedlung New Lanark in der Council Area South Lanarkshire. 1980 wurde das Bauwerk in die schottischen Denkmallisten in der höchsten Denkmalkategorie A aufgenommen. Außerdem ist es Teil des Weltkulturerbes New Lanark.

## Geschichte
In der Mitte der 1780er Jahre ließen David Dale und dessen Nachfolger Robert Owen den Wollmühlenkomplex New Lanark erheblich erweitern. Owens etablierte ein Bildungssystem in New Lanark, das wesentlicher Bestandteil des fortschrittlichen Charakters der Siedlung war. Im Tandem mit der New Institution for the Formation of Character bildete die New Lanark School einen der Pfeiler dieses Systems zur Bildung aller Altersstufen. Die nach der Lehre Joseph Lancasters geführte Schule beschäftigte 19 Lehrkräfte, die bis zu 274 Schüler in einer breiten Fächervielfalt unterrichteten.
Nachdem 1884 eine neue Schule in der Braxfield Road am Nordrand der Siedlung errichtet worden war, wurde die New Lanark School obsolet. Das Gebäude wurde in der Folge als Netzknüpferei und als Prüfeinrichtung genutzt. Im Jahre 2000 wurde dort ein Fortbildungszentrum eingerichtet.

## Beschreibung
Das klassizistisch ausgestaltete Gebäude liegt zwischen dem Clyde und dem Mühlkanal von New Lanark. An einer Geländestufe gelegen, ist die New Lanark School an der Westseite dreistöckig, während sie an der Ostseite nur zwei Stockwerke aufragt. Das Mauerwerk besteht aus grob behauenem Bruchstein vom braunen Sandstein, der zu einem Schichtenmauerwerk verbaut wurde. Einfassungen und Ecksteine bestehen aus cremefarbenem Naturstein. Die nordostexponierte Frontseite ist elf Achsen weit. Mittig tritt ein drei Achsen weiter Mittelrisalit mit abschließendem Dreiecksgiebel heraus. Ein gekehlter Architrav bekrönt das Eingangsportal. Während ebenerdig 20-teilige Sprossenfenster verbaut sind, finden sich im Obergeschoss 16-teilige. Das Gebäude schließt mit einem schiefergedeckten Walmdach.
Im Innenraum sind die ursprünglichen Treppen mit schlichten Eisenbalustraden erhalten. Beide Räume im Obergeschoss sind mit Musikergalerien ausgestattet, die auf schlanken gusseisernen Pfeilern ruhen. Erwähnenswert ist das erhaltene Heizsystem. Es besteht aus einem Zentralbrenner, der Luft erhitzt. Diese wird in zwei Röhren durch das Gebäude geführt und tritt durch Lamellen in die Räume ein. Ähnliche Systeme wurden auch in weiteren Einrichtungen im Vereinigten Königreich eingesetzt, die Owens möglicherweise als Inspiration dienten.